# Willi Milkereit
Willi Milkereit (* 9. November 1910 in Usslönken, Kreis Heydekrug; † 24. Juli 1987) war ein deutscher Politiker des GB/BHE.

## Leben und Beruf
Milkereit war Lehrer von Beruf und kam nach dem Zweiten Weltkrieg als Heimatvertriebener nach Schleswig-Holstein.

## Abgeordneter
Milkereit beantragte am 20. April 1939 die Aufnahme in die NSDAP und wurde rückwirkend zum 1. April desselben Jahres aufgenommen (Mitgliedsnummer 7.137.239). In seiner ostpreußischen Heimat war er Propagandaleiter einer NSDAP-Ortsgruppe. Danker und Lehmann-Himmel charakterisieren ihn in ihrer Studie über das Verhalten und die Einstellungen der Schleswig-Holsteinischen Landtagsabgeordneten und Regierungsmitglieder der Nachkriegszeit in der NS-Zeit als „politisch angepasst“.
Milkereit, der nach dem Zweiten Weltkrieg dem GB/BHE beitrat, war von 1950 bis 1954 Landtagsabgeordneter in Schleswig-Holstein. Er vertrat den Wahlkreis Segeberg-Nord im Parlament.